# .nf
.nf je vrhovna internetska domena (country code top-level domain - ccTLD) za Otok Norfolk. Domenom upravlja Norfolk Island Internet Registry.

## Vanjske poveznice
- IANA .nf whois informacija  Arhivirana inačica izvorne stranice od 19. travnja 2006. (Wayback Machine)